# AMX (航空機)
AMX
- 用途：攻撃機
- 製造者：AMXインターナショナル社
- 運用者:
  -  イタリア（イタリア空軍）
  -  ブラジル（ブラジル空軍）
- 初飛行：1984年5月14日
- 生産数：208機
- 運用開始：1989年4月
- 運用状況：現役

AMXは、イタリアとブラジルが国際共同開発した軽攻撃機である。
アフターバーナー非搭載の亜音速機であるが、小型ながら3.8tの武装を搭載可能であるため「ポケット・トーネード」とも呼ばれている。イタリア空軍では、イタリア語で熱風を意味するギブリ（Ghibli）を愛称に用いており、ブラジル空軍ではA-1の名称を使用している。

## 概要
イタリア空軍では1970年代中頃に、当時戦闘爆撃機として運用していたG.91R/YとF-104Gスターファイターの後継機となるトーネード IDSを補佐する軽戦闘爆撃機を必要としており、1977年にアエリタリア（現アレーニア・アエルマッキ）社が主導で空軍の要求性能に見合った機体の設計作業が開始された。また、ブラジル空軍でもAT-26シャバンチの後継機導入計画が進められており、これにアエルマッキ（現アレーニア・アエルマッキ）社はエンブラエル社と共同でMB-340の提案を予定していた。だが、イタリア空軍とブラジル空軍の要求性能が似通っていたこともあり、1978年中頃にアエリタリア社とアエルマッキ社が共同で両国に設計案を提示することで合意し、ロールス・ロイス社製スペイ・エンジンを使用する設計案をAMXとしてまとめ上げた。1980年3月にブラジル政府が承認し、同年7月にはエンブラエル社が参加することとなり、AMXプロジェクトは2ヶ国3社での国際共同プログラムとしてスタートした。
AMXは安価な攻撃機であることを念頭に置いて開発が進められ、開発にあたっては専従化、柔軟性、信頼性、生存性の4つの柱が立てられた。また、高度な電子機器類や複雑なシステムは不要とされ、超音速性能も求められなかった。しかし、この代わりに優れた短距離離着陸性能、高速侵攻能力、大量の兵装搭載能力、侵攻支援装置の統合化、不具合発生後の運用能力などが求められている。
プロジェクト参加企業の生産分担率も決められており、アエリタリア社は全体の46.7%を受け持ち、中央胴体、水平/垂直安定板、方向舵の製造。アエルマッキ社は全体の23.6%を受け持ち、前部胴体、テイルコーンの製造。エンブラエル社は全体の29.7%を受け持ち、主翼、空気取り入れ口、パイロン、主翼下増槽の製造を担当した。
AMXの試作機はイタリアで4機、ブラジルで2機が製造され、イタリア製試作初号機は1984年5月14日に初飛行し、ブラジル製試作初号機も1986年10月16日に初飛行した。量産機も両国で自国向けの機体が生産され、イタリア空軍向け初号機は1988年5月11日に初飛行、ブラジル空軍向け初号機は1989年8月12日に初飛行している。両国空軍への引渡しは1989年4月からイタリア空軍、同年10月からブラジル空軍で開始された。
また、機種転換訓練などに使用する複座型の開発も行われ、AMX-T複座型試作初号機が1990年8月14日に初飛行している。
2000年代に入るとAMX既存機への機体寿命延長と近代化改修がイタリア、ブラジルで計画されている。AMX-MLUとされる改修計画では、以下の改修が盛り込まれる。
- アビオニクスの換装
- パイロット・インターフェイスの改良
- 暗視装置対応型グラスコックピットの導入
- GPS航法装置、電波高度計の装備
- ヘルメット装着式照準装置の使用能力付与
- 統合戦術データリンク機能（JTIDS）の付加
- デジタル飛行操縦装置の装備
- JDAMの搭載能力付与
- ライトニングレーザー目標指示ポッドの携行能力付与

イタリア空軍では改修計画の第1段階が承認され、GPSやJTIDSを装備した改修機が2005年から引き渡されている。
開発プログラム参加国以外では、ベネズエラが複座型12機を発注したものの配備は実現しなかった。
2024年4月5日、イタリア空軍から退役した。ブラジル空軍からは2025年に退役する予定である。

## 機体構成

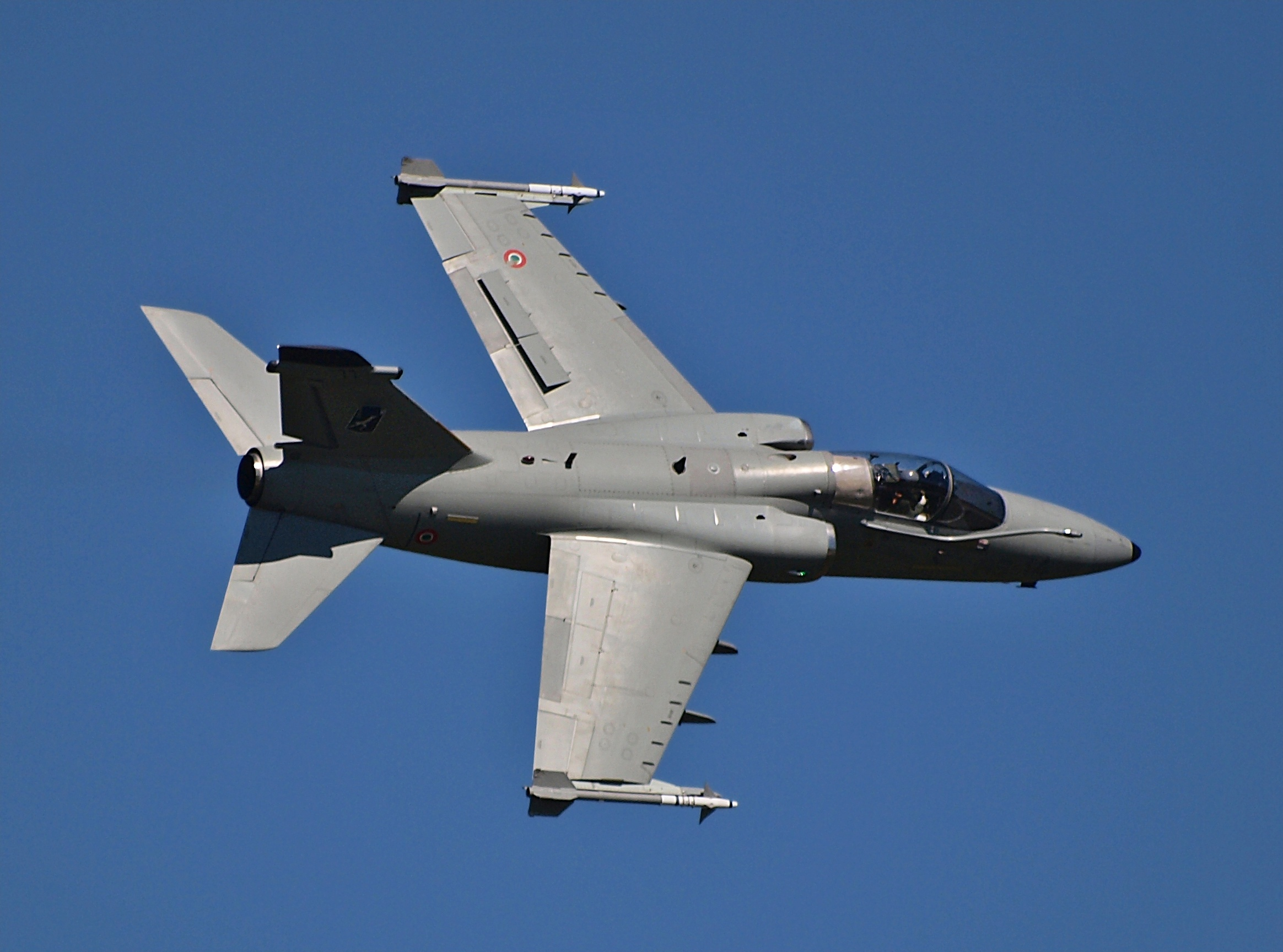
機体上面

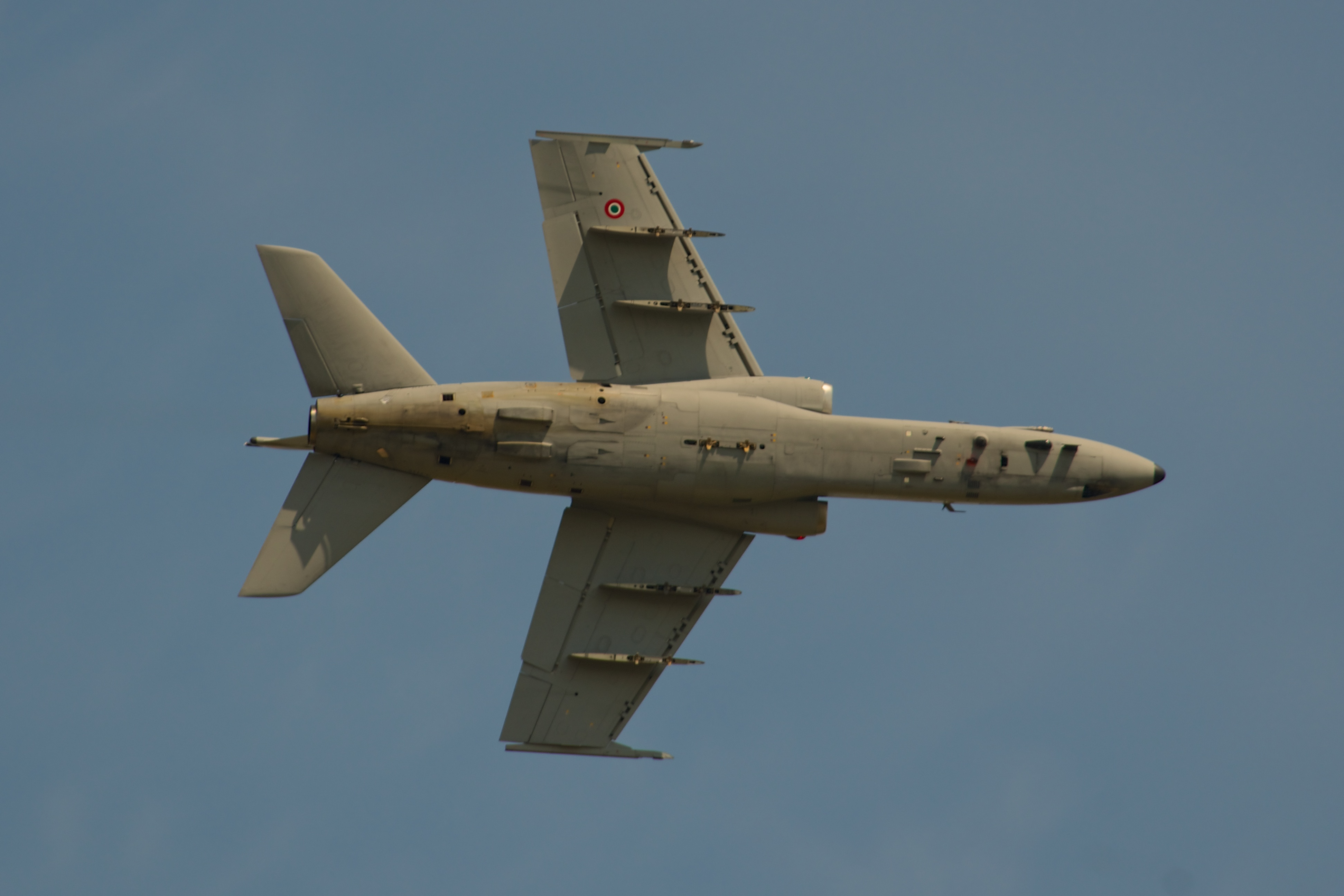
機体下面

AMXはターボファン単発の単座機で、スーパークリティカル翼を採用した主翼は25%翼弦で27度30分の後退角を持ち、前縁にスラット、後縁にフラップを備える。尾翼は単垂直尾翼と水平安定板を組み合わせた標準的なスタイルをしており、補助翼、昇降舵、前縁スラットは油圧で作動し、後縁フラップは電動で作動する。また、スポイラー、方向舵、水平安定板の全遊動作動はフライ・バイ・ワイヤ制御となっている。
優れた短距離離着陸性能を獲得するために機体には二重隙間フラップと前縁スラットを備え、最大離陸重量13,000kgでも1km以内に収まる950mの滑走で離陸が可能であり、機体重量をその80%にあたる10,750kgに抑えれば、プロペラ機並の750mで離陸可能とされている。
長距離侵攻能力は重視されていないが空中給油に対応している。プローブ類は操縦席右横に固定されている。固定式は空気抵抗が増大し高速での機動時に影響が出るが、亜音速の攻撃機であるため大きな問題にはならず、引き込み式に比べ故障箇所が減り軽量であるなどAMXのコンセプトに合致している。
本機では固定武装として機首部に航空機関砲が標準装備されている。この機関砲はイタリア空軍向けではガトリング式の米国製M61A1 20mmバルカン砲1門、ブラジル空軍向けではリヴォルヴァーカノン式のフランス製DEFA554 30mm機関砲2門を装備。ハードポイントは主翼下片側2箇所と胴体中心線下1箇所の計5箇所で、両主翼端には自衛用の空対空ミサイルランチャーが備えられている。

## 派生型
AMX
単座攻撃機型。
A-1A
ブラジル空軍でのAMXの呼称。
AMX-T
胴体内燃料タンクを一つ撤去して前席後方に後席を増設した複座攻撃/練習機型。後席にも操縦システムが装備されており、ヘッドアップディスプレイも装備している。
A-1B
ブラジル空軍でのAMX-Tの呼称。
AMX-ATA
AMX-Tにデジタル式アビオニクスを装備した、ベネズエラ空軍向け生産型（計画のみ）。
AMX-E
電子戦/敵防空網制圧(SEAD)機型。AMX-Tを元に固定機関砲を撤去、AGM-88対レーダーミサイルの運用能力を持ち、胴体下に電子戦ポッドを装備。エンジンには、より強力かつ軽量なユーロジェット EJ200（アフターバーナー無し）を使用する予定であった。イタリア空軍向けのAMX-T 4号機を改造して研究が行われていたが、試験段階でキャンセルされている。なお、ブラジル空軍はAMXにスカイシールド電子戦ポッドとMAR-1対レーダーミサイルを搭載して防空網制圧に充てている。
AMX-ACOL
AMX-MLU改修計画に基づく近代化改修型。
AMX-T ACOL
AMX-TのAMX-MLU改修計画に基づく近代化改修型。
この他にもナイトアタック型や複座型ベースの本格的な戦闘爆撃機型なども開発可能とされたが、いずれも計画のみに終わっている。

## 性能諸元
- 全幅：8.88m/9.97m（翼端AAM含む）
- 全長：13.23m
- 全高：4.55m
- 主翼面積：21.0m2
- 空虚重量：7,000kg
- 最大離陸重量：13,000kg
- 最大兵装搭載量：3,800kg
- エンジン：ロールス・ロイス スペイ Mk.807 ターボファン×1（49.1kN）
- 最大速度：マッハ0.86
- 海面上昇率：3,124m/min
- 実用上昇限度：12,800m
- 荷重制限：+7.33G/-3.0G
- フェリー航続距離：1,800nm
- 戦闘行動半径：285nm（Lo-Lo-Lo）/500nm（Hi-Lo-Hi）
- 乗員：1名（AMX-T型は2名）
- 武装：M61A1 20mmバルカン砲1門またはDEFA 554 30mm機関砲2門、AIM-9サイドワインダー空対空ミサイル×2、MAA-1 Piranha空対空ミサイル×2、通常爆弾、GBU-16ペイヴウェイIIレーザー誘導爆弾、オファー画像赤外線誘導爆弾、クラスター爆弾、スタンドオフ・ディスペンサー兵器、ロケット弾ポッドなど

### ギャラリー

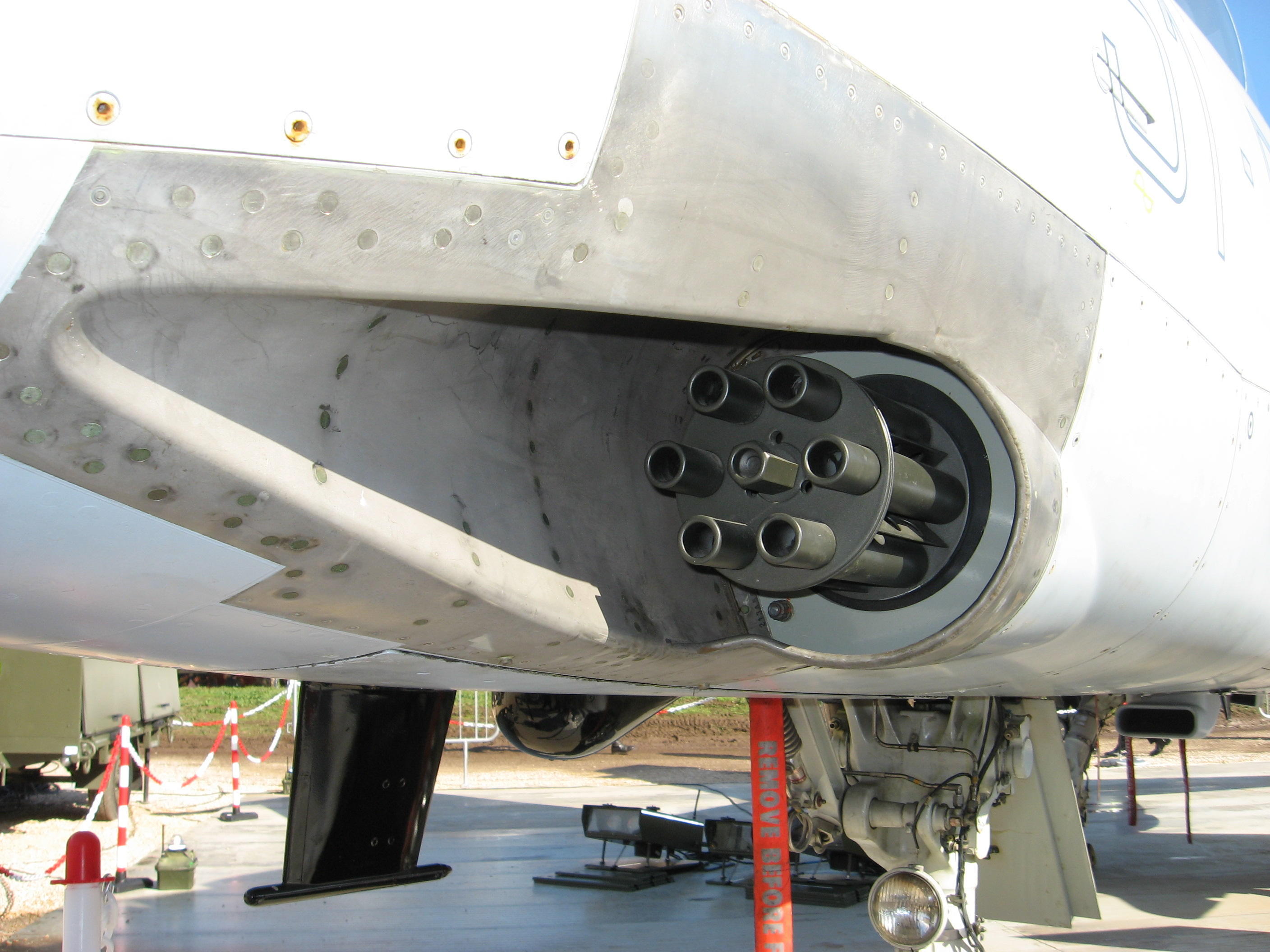
イタリア空軍機のM61A1 20mmバルカン砲
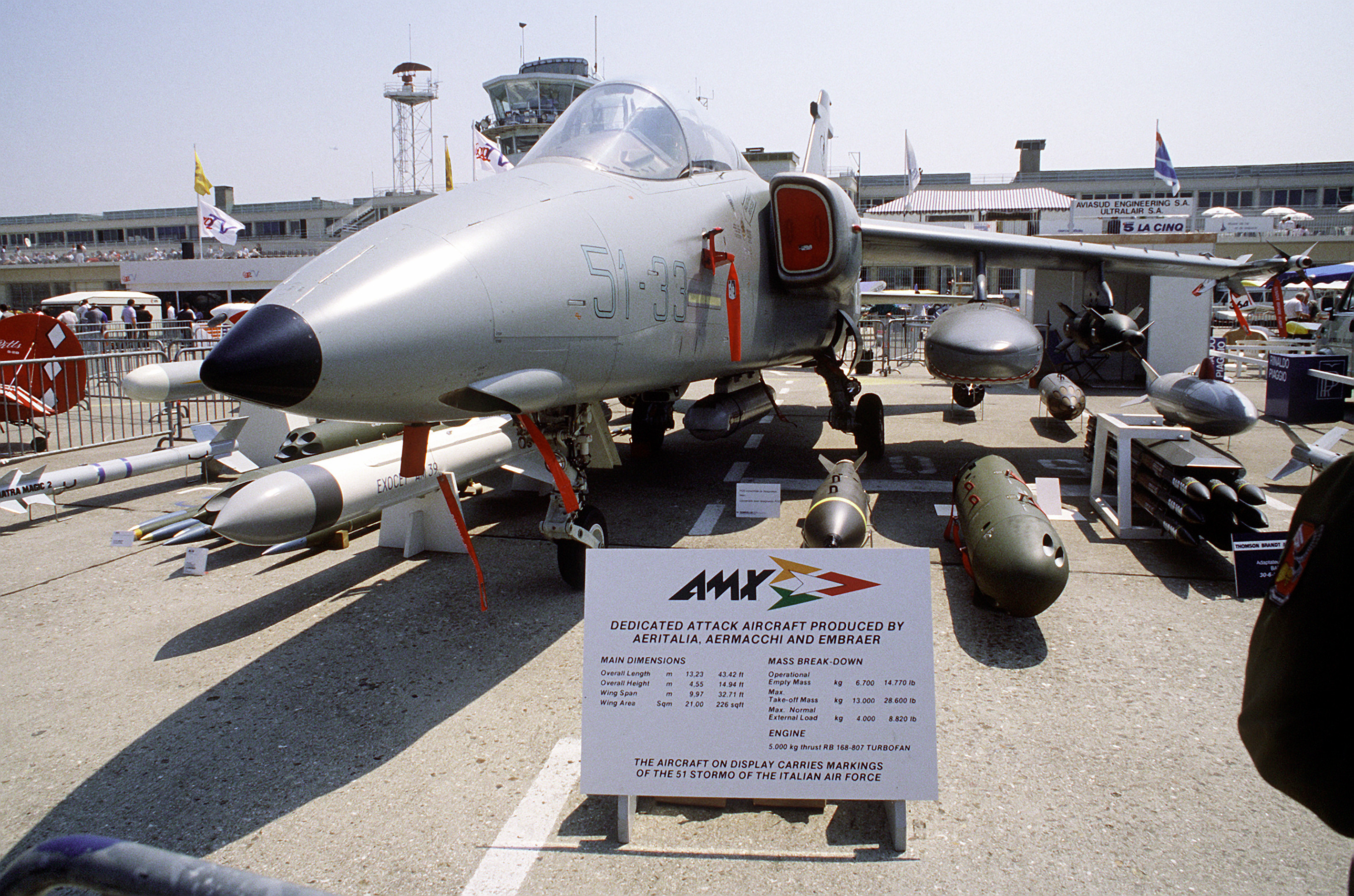
ブラジル空軍機の武装
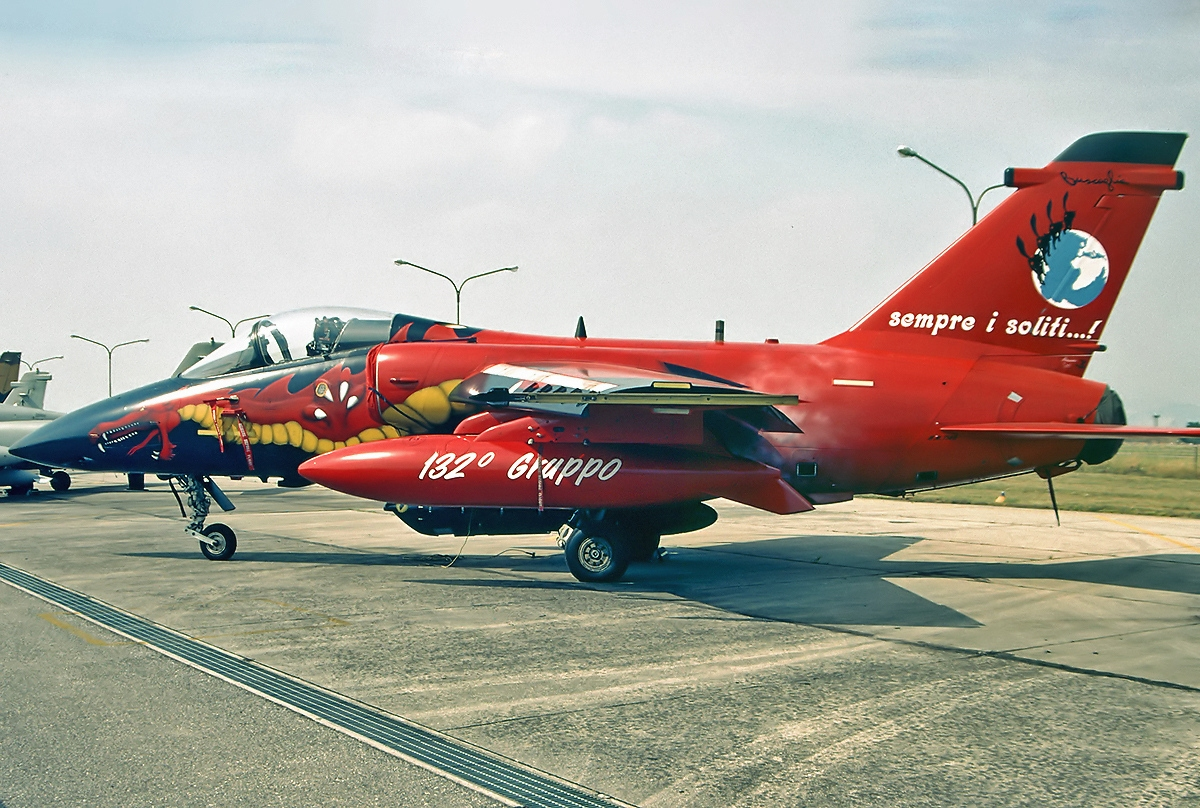
イタリア空軍の特別塗装機
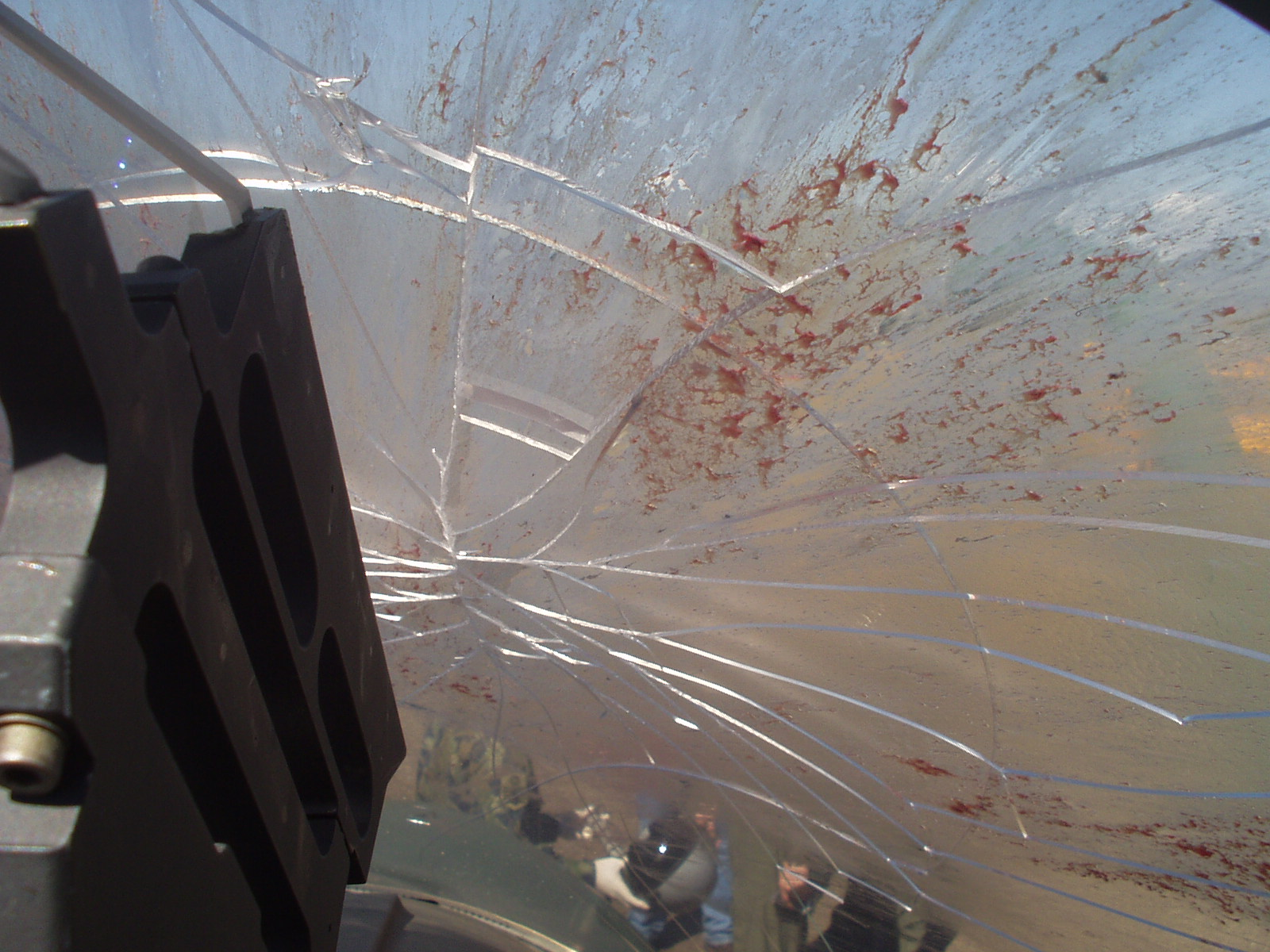
バードストライクによって破損したキャノピー（ブラジル空軍機）
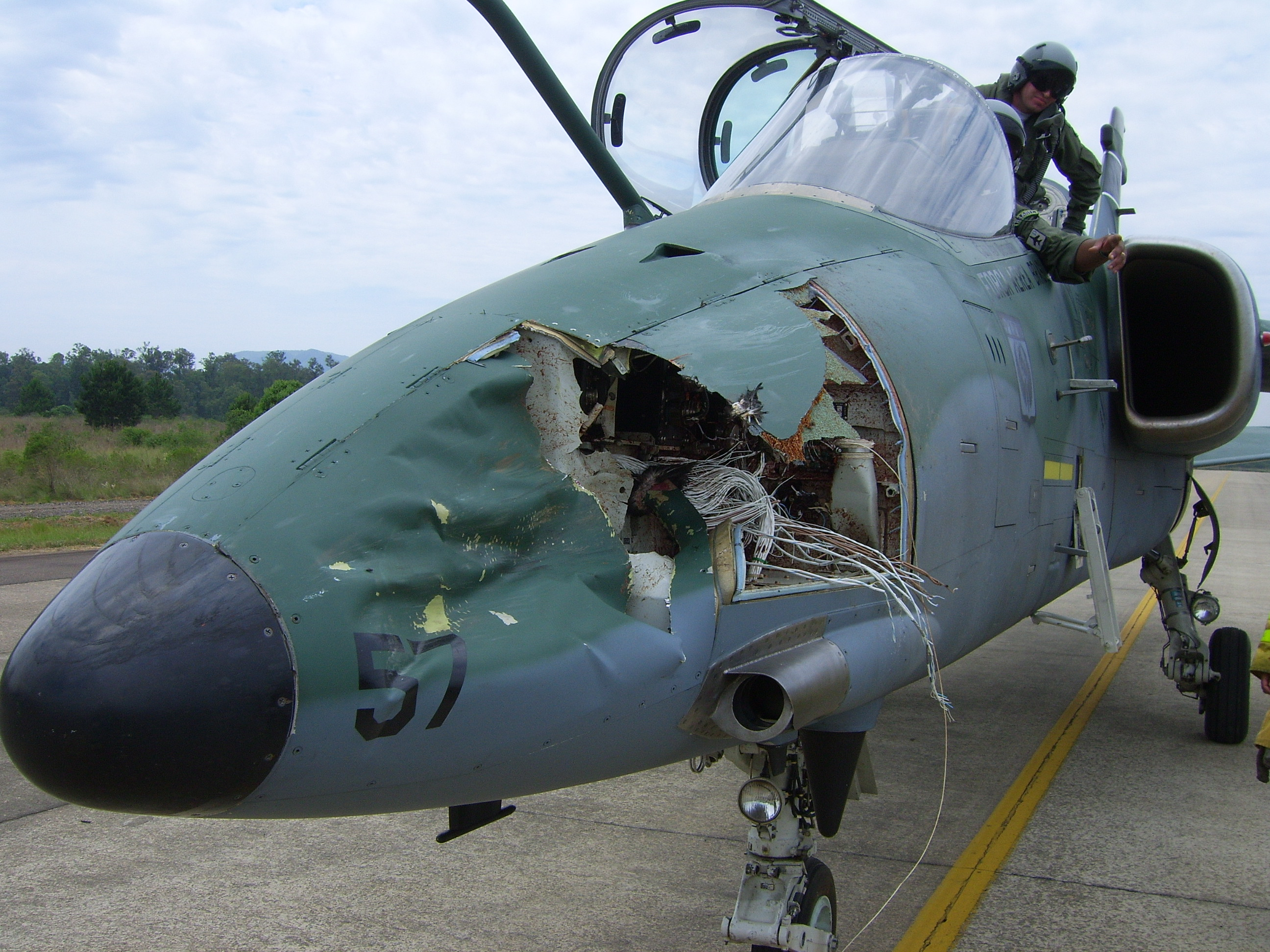
バードストライクによって破損した機首（ブラジル空軍機）

## 参考資料
- 青木謙知編、2007、「Jwings戦闘機年鑑 2007-2008」、イカロス出版 ISBN 4-87149-939-1
- 世界の軍用機 各号